# Mashiki, Kumamoto
Mashiki (益城町 Mashiki-machi) là thị trấn thuộc huyện Kamimashiki, tỉnh Kumamoto, Nhật Bản. Tính đến ngày 1 tháng 10 năm 2020, dân số ước tính thị trấn là 32.510 người và mật độ dân số là 490 người/km2. Tổng diện tích thị trấn là 65,68 km2.

## Địa lý

### Khí hậu
| Dữ liệu khí hậu của Mashiki              | Dữ liệu khí hậu của Mashiki | Dữ liệu khí hậu của Mashiki | Dữ liệu khí hậu của Mashiki | Dữ liệu khí hậu của Mashiki | Dữ liệu khí hậu của Mashiki | Dữ liệu khí hậu của Mashiki | Dữ liệu khí hậu của Mashiki | Dữ liệu khí hậu của Mashiki | Dữ liệu khí hậu của Mashiki | Dữ liệu khí hậu của Mashiki | Dữ liệu khí hậu của Mashiki | Dữ liệu khí hậu của Mashiki | Dữ liệu khí hậu của Mashiki |
| Tháng                                    | 1                           | 2                           | 3                           | 4                           | 5                           | 6                           | 7                           | 8                           | 9                           | 10                          | 11                          | 12                          | Năm                         |
| ---------------------------------------- | --------------------------- | --------------------------- | --------------------------- | --------------------------- | --------------------------- | --------------------------- | --------------------------- | --------------------------- | --------------------------- | --------------------------- | --------------------------- | --------------------------- | --------------------------- |
| Cao kỉ lục °C (°F)                       | 20.4 (68.7)                 | 23.3 (73.9)                 | 26.6 (79.9)                 | 28.9 (84.0)                 | 32.2 (90.0)                 | 33.9 (93.0)                 | 35.5 (95.9)                 | 37.3 (99.1)                 | 35.4 (95.7)                 | 32.5 (90.5)                 | 26.6 (79.9)                 | 23.0 (73.4)                 | 37.3 (99.1)                 |
| Trung bình ngày tối đa °C (°F)           | 9.6 (49.3)                  | 11.9 (53.4)                 | 15.4 (59.7)                 | 20.6 (69.1)                 | 25.2 (77.4)                 | 27.2 (81.0)                 | 30.6 (87.1)                 | 32.2 (90.0)                 | 29.1 (84.4)                 | 24.0 (75.2)                 | 18.0 (64.4)                 | 11.6 (52.9)                 | 21.3 (70.3)                 |
| Trung bình ngày °C (°F)                  | 4.5 (40.1)                  | 6.3 (43.3)                  | 9.5 (49.1)                  | 14.5 (58.1)                 | 19.3 (66.7)                 | 22.5 (72.5)                 | 26.1 (79.0)                 | 27.0 (80.6)                 | 23.8 (74.8)                 | 18.3 (64.9)                 | 12.4 (54.3)                 | 6.5 (43.7)                  | 15.9 (60.6)                 |
| Tối thiểu trung bình ngày °C (°F)        | −0.6 (30.9)                 | 1.0 (33.8)                  | 3.6 (38.5)                  | 8.4 (47.1)                  | 13.7 (56.7)                 | 18.5 (65.3)                 | 22.5 (72.5)                 | 23.0 (73.4)                 | 19.6 (67.3)                 | 13.2 (55.8)                 | 7.3 (45.1)                  | 1.3 (34.3)                  | 11.0 (51.8)                 |
| Thấp kỉ lục °C (°F)                      | −9.4 (15.1)                 | −8.4 (16.9)                 | −4.8 (23.4)                 | −1.0 (30.2)                 | 3.7 (38.7)                  | 10.8 (51.4)                 | 16.3 (61.3)                 | 15.9 (60.6)                 | 11.2 (52.2)                 | 4.0 (39.2)                  | −2.3 (27.9)                 | −8.0 (17.6)                 | −9.4 (15.1)                 |
| Lượng Giáng thủy trung bình mm (inches)  | 54.6 (2.15)                 | 106.1 (4.18)                | 124.8 (4.91)                | 148.3 (5.84)                | 186.6 (7.35)                | 443.7 (17.47)               | 469.2 (18.47)               | 195.6 (7.70)                | 181.8 (7.16)                | 98.9 (3.89)                 | 84.8 (3.34)                 | 67.4 (2.65)                 | 2.161,8 (85.11)             |
| Số ngày giáng thủy trung bình (≥ 1.0 mm) | 6.1                         | 9.1                         | 10.1                        | 10.0                        | 9.6                         | 15.2                        | 14.2                        | 11.6                        | 10.1                        | 7.2                         | 7.8                         | 7.6                         | 118.4                       |
| Nguồn 1: Cục Khí tượng Nhật Bản          |                             |                             |                             |                             |                             |                             |                             |                             |                             |                             |                             |                             |                             |
| Nguồn 2: Cục Khí tượng Nhật Bản          |                             |                             |                             |                             |                             |                             |                             |                             |                             |                             |                             |                             |                             |